# Ernst Něizvěstnyj
Ernst Josifovič Něizvěstnyj, původně Erik Josifovič Něizvěstnyj (rusky Эрнст Ио́сифович Неизве́стный, 9. dubna 1925 Sverdlovsk – 9. srpna 2016 Stony Brook, stát New York) byl ruský sochař, žijící od roku 1976 v exilu v USA.

## Životopis
Pocházel z intelektuální židovské rodiny, jeho otec byl lékař a matka spisovatelka Bella Dižurová. Jako dobrovolník se zúčastnil druhé světové války, v roce 1945 byl v Rakousku těžce raněn, prohlášen za mrtvého a byl mu posmrtně udělen Řád rudé hvězdy. Po dvouleté rekonvalescenci studoval na Lotyšské umělecké akademii a v Surikovově institutu, v roce 1955 byl přijat do Svazu výtvarných umělců SSSR. Po skandálu v Manéži v roce 1962 se Něizvěstnyj zařadil mezi nejvýznamnější sovětské umělecké disidenty, v roce 1973 podal žádost o vystěhování do Izraele a v roce 1976 odešel do USA, kde vyučoval na Kolumbijské univerzitě. Po pádu komunismu mu bylo dovoleno opět jezdit do rodné země, v roce 1995 obdržel Státní cenu Ruské federace, v roce 2000 Řád cti a v roce 2004 se stal čestným členem Ruské akademie umění.
Byl představitelem monumentální expresionistické tvorby s filosofickým podtextem. K jeho nejvýznamnějším dílům patří reliéf Prométeus v dětském táboře Artěk, pomník obětem stalinismu nazvaný Maska smutku a socha Velký kentaur před Palácem národů v Ženevě. Navzdory konfliktům, které měl s Nikitou Sergejevičem Chruščovem, ho po státníkově smrti rodina požádala, aby vytvořil Chruščovův náhrobek na Novoděvičím hřbitově. Je také autorem ilustrací k dílu Fjodora Michajloviče Dostojevského. V roce 1987 bylo v Uttersbergu ve Švédsku otevřeno muzeum věnované Něizvěstného tvorbě, John Berger vydal jeho životopis nazvaný Art and Revolution: Ernst Neizvestny, Endurance, and the Role of the Artist.

## Galerie

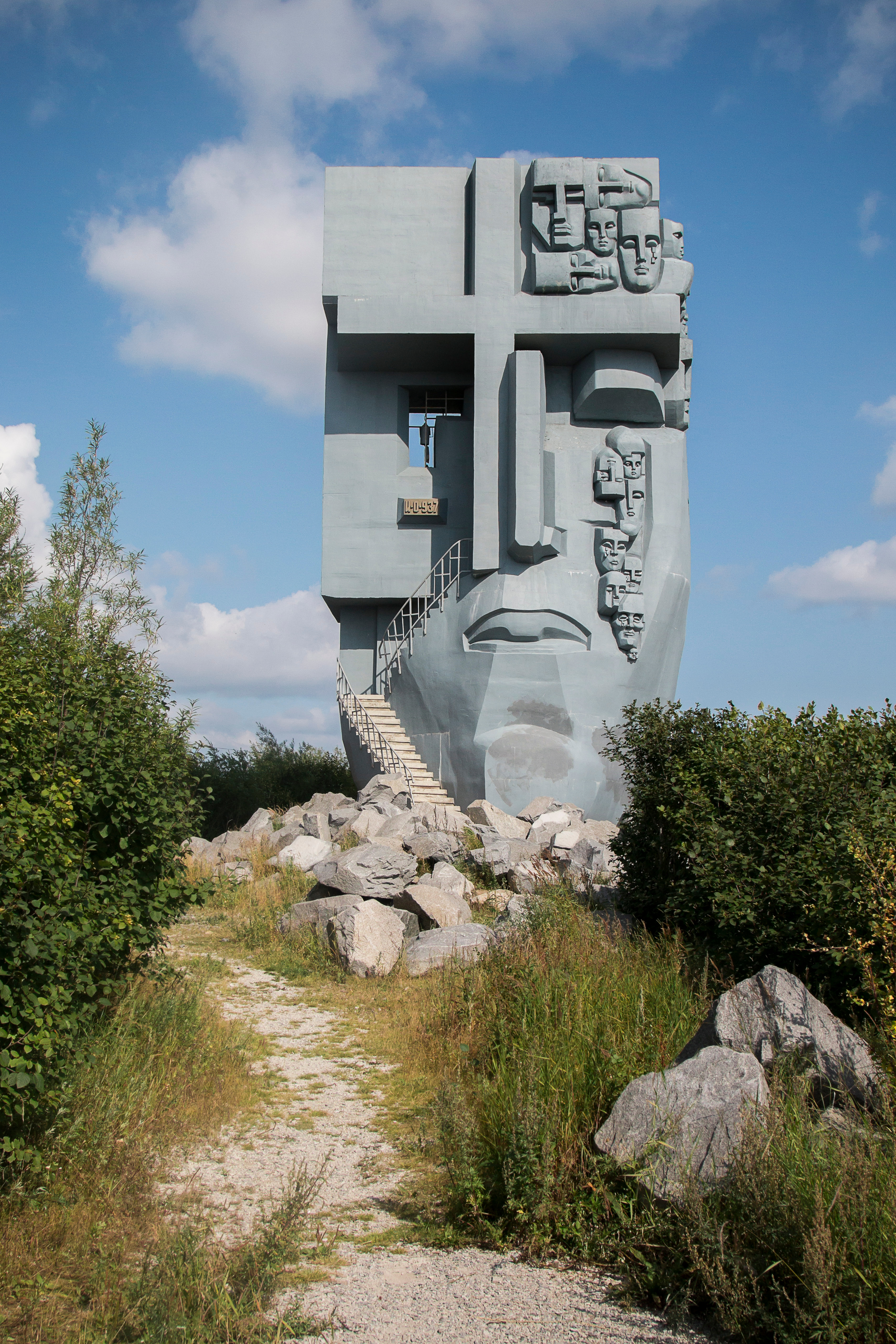
Maska smutku (Magadan)